# 퍼펙트 머더
《퍼펙트 머더》(영어: A Perfect Murder)는 미국에서 제작된 앤드루 데이비스 감독의 1998년 범죄 스릴러 영화이다. 앨프리드 히치콕의 1954년 영화 《다이얼 M을 돌려라》의 리메이크작이다. 마이클 더글러스, 귀네스 팰트로, 비고 모텐슨 등이 출연하였고, 앤 코펄슨 등이 제작에 참여하였다.

## 출연
- 마이클 더글러스 - 스티븐 테일러 역
- 귀네스 팰트로 - 에밀리 브래드퍼드 테일러 역
- 비고 모텐슨 - 데이비드 쇼 역
- 데이비드 수셰이 - 모하메드 "모" 카라만 형사 역
- 서리타 차우두리 - 러켈 마티네즈 역
- 콘스턴스 타워스 - 샌드라 브래드퍼드 역
- 노벨라 넬슨 - 앨리스 윌스 대사 역
- 마이클 P. 모런 - 보비 페인 역
- 윌 라이먼 - 제이슨 게이츠 역
- 데이비드 아이겐버그 - 스타인 역

## 기타 제작진
- 공동 제작: 미첼 E. 도터리브, 나나 그린월드
- 협력 제작: 로웰 D. 블랭크, 리사 리어던, 테리사 터커데이비스
- 배역: 어맨다 매키 존슨, 캐시 샌드리치
- 미술: 필립 로젠버그
- 의상: 엘런 미로지닉

## 우리말 녹음
SBS 성우진 (2001년 4월 13일)
- 박일 - 스티븐 테일러(마이클 더글러스)
- 송도영 - 에밀리 브래드포드 테일러(귀네스 팰트로)
- 오인성 - 데이비드 쇼(비고 모텐슨)
- 한상덕 - 모하메드 카라만(데이비드 수셰이)
- 홍경화 - 러켈 마르티네즈(서리타 차우두리)
- 김정희
- 문영래 - 로버트 헤링턴(윌리엄 보거트)
- 김정미
- 김창주
- 이봉준
- 홍승섭 - 로저 브릴(게리 베커)
- 이진홍
- 정훈석
- 은미